# Dittersbrunn
Dittersbrunn ist ein Gemeindeteil des oberfränkischen Marktes Ebensfeld im Landkreis Lichtenfels.

## Geographie
Das Dorf Dittersbrunn liegt etwa vier Kilometer östlich von Ebensfeld am Südhang unterhalb vom Ansberg. Auf dem Ansberg befindet sich die katholische Filial- und Wallfahrtskirche St. Veit. Eine Gemeindeverbindungsstraße führt nach Prächting. An Dittersbrunn verläuft der Fränkische Marienweg vorbei.

## Geschichte
Dittersbrunn wurde erstmals zu 1147 im Bamberger Domnekrolog von 1285–1287 bezüglich Abgaben für den St.-Heinrichs-Tag als „de Ditrichsbrunne“ erwähnt.
1801 hatte der Ort ein Gemeindehirtenhaus, 22 Häuser mit Stadeln und ein Tropfhaus. Für die hohe Gerichtsbarkeit und die Steuer war das Amt Lichtenfels zuständig, die Lehensherrschaft und Vogteilichkeit gehörte dem Bamberger Domkapitel.
1862 wurde die Landgemeinde Dittersbrunn in das neu geschaffene bayerische Bezirksamt Staffelstein eingegliedert. und gehörte zum Landgericht Staffelstein. Ein Gemeindeteil war der Weiler Sträublingshof. Seit 1864 lautet der Ortsname Dittersbrunn, zuvor hieß der Ort Dietersbrunn. 1871 hatte Dittersbrunn 115 Einwohner und 92 Gebäude. Die katholische Schule befand sich im 2,0 Kilometer entfernten Prächting und die Kirche im 3,5 Kilometer entfernten Ebensfeld. 1900 umfassten die beiden Orte der Landgemeinde Dittersbrunn eine Fläche von 310,85 Hektar. Sie hatten 144 Einwohner, die alle Katholiken waren, und 29 Wohngebäude. In Dittersbrunn lebten 114 Personen in 25 Wohngebäuden und 1925 121 Personen in 22 Wohngebäuden. Der Ort war inzwischen nach Prächting eingepfarrt worden. 1950 hatte Dittersbrunn 132 Einwohner und 22 Wohngebäude und war der evangelischen Pfarrei in Staffelstein zugeordnet. Im Jahr 1970 zählte das Dorf 91, 1987 86 Einwohner in 25 Wohnhäusern mit 28 Wohnungen.
Am 1. Juli 1972 wurde der Landkreis Staffelstein aufgelöst. Dittersbrunn kam zum Landkreis Lichtenfels. Am 1. Januar 1978 folgte die Eingliederung der Gemeinde Dittersbrunn in Ebensfeld.

## Sehenswürdigkeiten

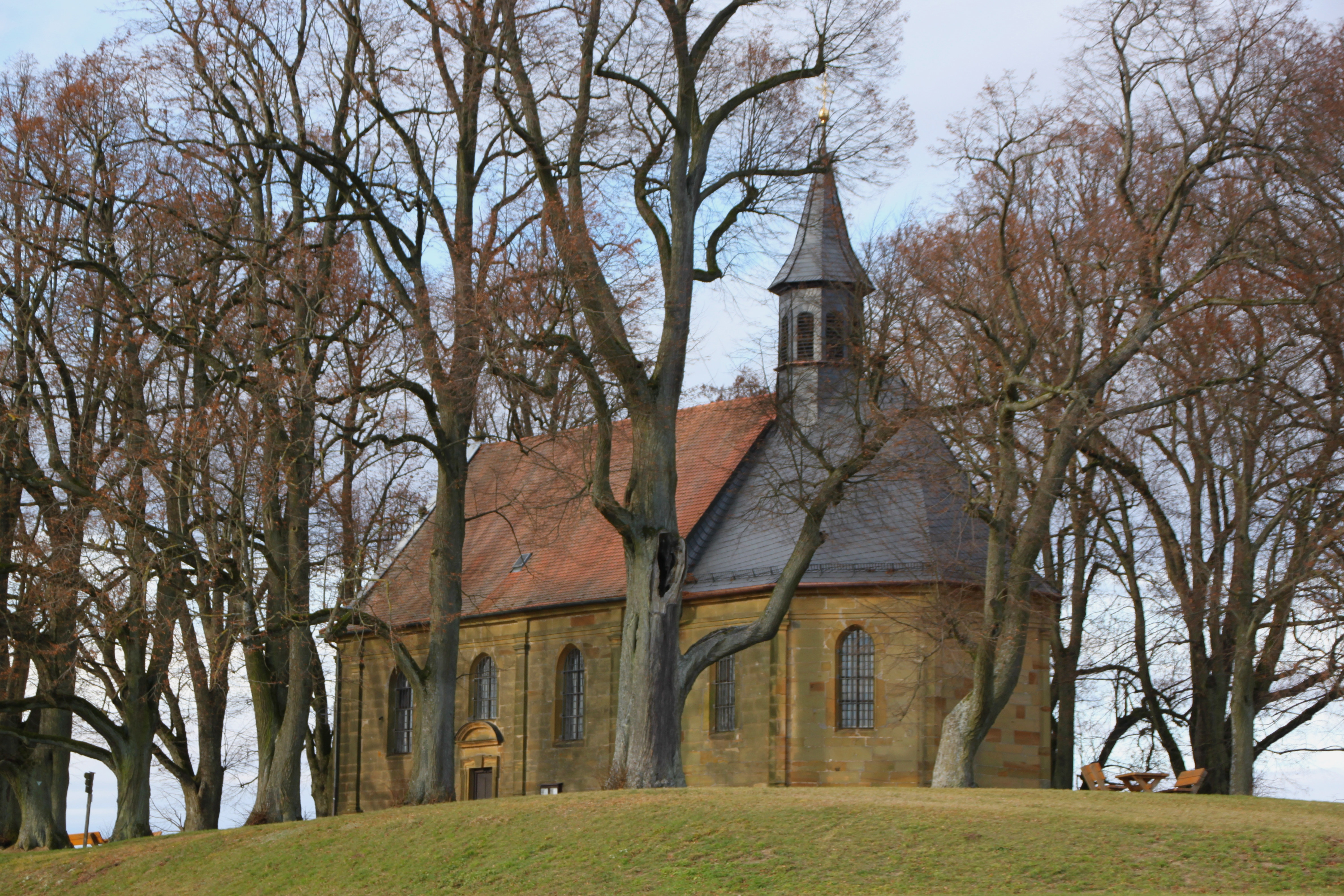
St. Veit auf dem Ansberg

- Die katholische Filial- und Wallfahrtskirche St. Vitus auf dem Ansberg errichtete 1717 bis 1719 der Maurermeister Andreas Reinthaler nach Plänen von Johann Dientzenhofer mit gelben Sandsteinquadern. Der dreiachsige, barocke Saalbau hat einen leicht eingezogenen Chor. An der Nahtstelle zwischen Langhaus und Chor sitzt ein achtseitiger Dachreiter mit Helm und Knauf. Um die Kirche steht ein bauzeitlicher Kranz mit 21 Linden, der älteste geschlossene Lindenkranz Europas.
- In der Bayerischen Denkmalliste sind für Dittersbrunn neben St. Veit auf dem Ansberg (auch Sankt Vitus genannt) sieben weitere Baudenkmäler aufgeführt.